# ユスタス・ラシカス
ユスタス・ラシカス（Justas Lasickas, 1997年10月6日 - ）は、リトアニアのプロサッカー選手。リトアニア代表。NKオリンピア・リュブリャナ所属。ポジションはディフェンダー（サイドバック）、ミッドフィールダー（サイドハーフ）。

## 経歴

### クラブ
2014年にジャルギリスでキャリアをスタートさせ、ジャルギリスのリザーヴチームでもプレイしていた。
2017年の夏、セルビア・スーペルリーガに昇格したばかりのゼムンに期限つきで移籍。8月5日、ラドニチュキ・ニシュ戦でスーペルリーガ初出場。8月26日、ホームで迎えた第7節のOFKバチュカ戦でリーグ初ゴールを記録した。
その後、ポーランドのヤギエロニア・ビャウィストクで1シーズンを過ごした後、2019年6月にセルビアに戻り、ヴォジュドヴァツと契約を交わした。
2022年5月、1.SNLのオリンピア・リュブリャナに移籍した。7月24日、アウェイのターボル・セジャーナ戦に出場し、スロベニアでの公式戦デビューを1-0で勝利した。

### 代表
U-19およびU-21のカテゴリで世代別代表に選出されていた。
2018年3月、ジョージアおよびアルメニアとの親善試合に臨むA代表に初招集された。24日のジョージア戦でA代表初出場を果たした。

#### ゴール
| #  | 年月日         | 開催地                                         | 対戦国     | 勝敗 | 試合概要                                         |
| -- | -------------- | ---------------------------------------------- | ---------- | ---- | ------------------------------------------------ |
| 1. | 2021年10月9日  | LFFスタディオナス（ リトアニア・ヴィリニュス） | ブルガリア | ○3-1 | 2022 FIFAワールドカップ・ヨーロッパ予選グループC |
| 2. | 2021年11月15日 | LFFスタディオナス（ リトアニア・ヴィリニュス） | クウェート | △1-1 | 親善試合                                         |

## タイトル
FKジャルギリス
- Aリーガ（2014、2015、2016）[9]
- LFFタウレー（2015-16、2016）[9]
- LFFスペルタウレー（2016）[9]